# 1-я Кнежевская лёгкая пехотная бригада
1-я Кнежевская лёгкая пехотная бригада (серб. Прва Кнежевска лака пешадијска бригада) — пехотная бригада Войска Республики Сербской.

## История
Образована 10 июня 1992 в Кнежево по распоряжению 1-го Краинского корпуса. Основу её составляли солдаты Территориальной обороны. В ходе войны отличилась при захвате железной дороги на Влашич и обороны одноимённой горы, занималась доставкой припасов для Армии Республики Сербской из Травника, обучением солдат на Славонском участке фронта, охраной жизненно важных объектов на территории общины и сопровождением ракетных частей Войска Республики Сербской. Сыграла важную роль в войне: в боях за гору Чемерница остановила прорыв хорватско-боснийских войск и окружение города, открыв путь сербам на Баня-Луку. В августе 1994 года объединена со 122-й лёгкой пехотной бригадой в 22-ю Кнежевскую пехотную бригаду.
В рядах бригады в годы войны служило 688 человек, из них 21 человек погиб, 75 были ранены. Ежегодно в Кнежево в день формирования бригады проводятся памятные мероприятия.